# 魚製品

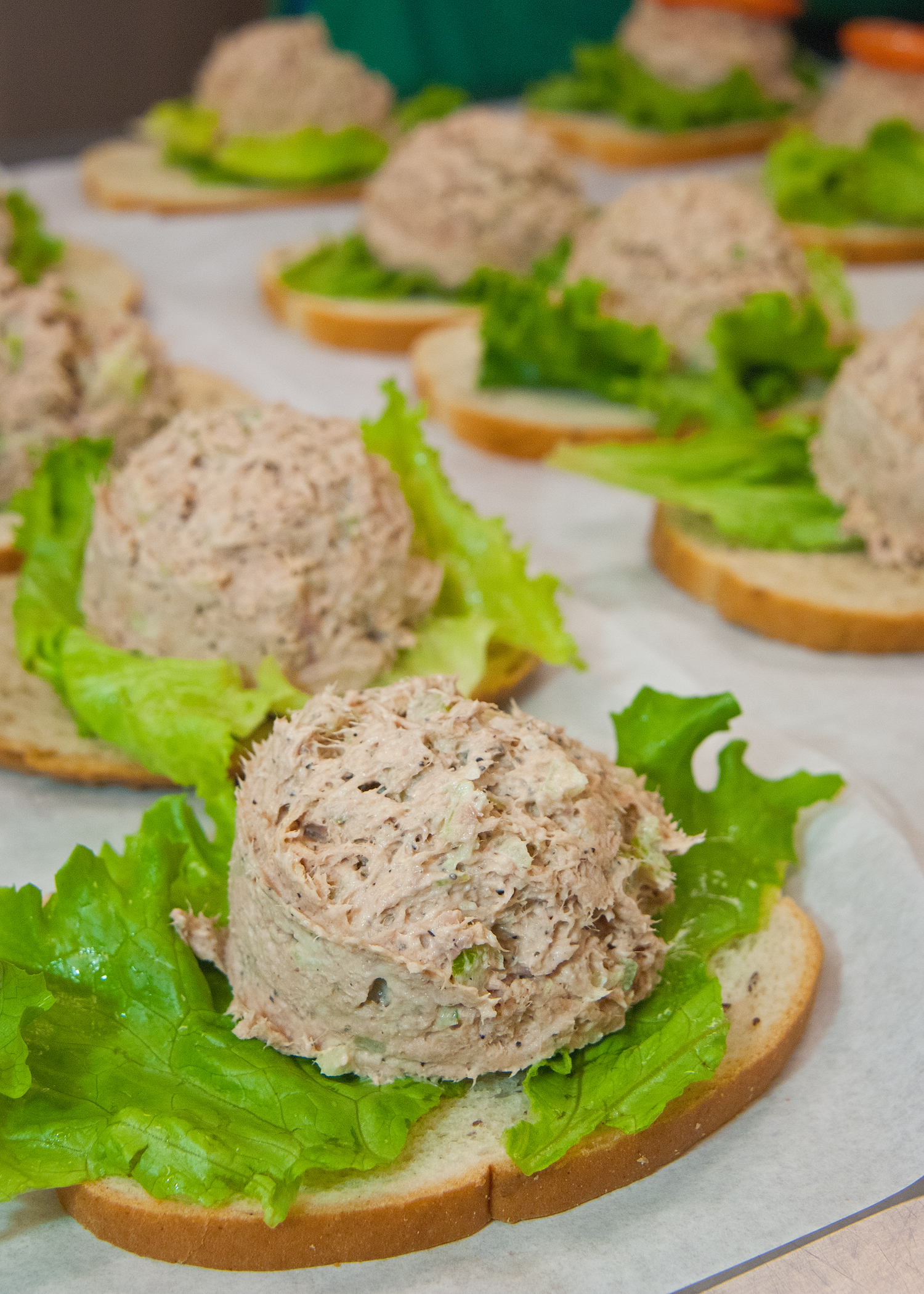
鮪魚沙拉

魚製品是以魚為原料並進行加工的產品。其中包括人類可以食用的魚肉、魚漿、魚露、魚油、明膠以及不可食用的其他產品，例如魚粉等產品。